# Câmpulung la Tisa
Câmpulung la Tisa (Hoszúmező en hongrois, Langenfeld en allemand, Довре Поле en ukrainien) est une commune roumaine du județ de Maramureș, dans la région historique de Transylvanie et dans la région de développement du Nord-Ouest.

## Géographie
La commune, composée du seul village de Câmpulung, se trouve au nord du județ, sur la rive droite de la Tisza, à la frontière avec l'Ukraine.
La ville de Sighetu Marmației est située à 12 km à l'est et celle de Baia Mare, la préfecture à 52 km au sud.
La commune est traversée par la route nationale DN19 qui relie Sighetu Marmației et Satu Mare et elle possède une gare sur la voie ferrée Sighetu Marmației-Salva.

## Histoire
La première mention écrite du village date de 1329, sur un document de la cour du roi Charles Robert de Hongrie.
Le village, bâti de part et d'autre de la Tisza, a été divisé en 1918, entre la Tchécoslovaquie et la Roumanie, lors du démembrement du comitat de Marmatie et de l'Empire Austro-hongrois après le Traité de Trianon. La rive gauche de la Tisa appartient depuis 1944 à l'Ukraine.
Le village a toujours compté une majorité de population magyarophone. La communauté juive a été détruite au cours de la Seconde Guerre mondiale pendant la Shoah.

## Politique
Le Conseil Municipal de Câmpulung la Tisa compte 11 sièges de conseillers municipaux. À l'issue des élections municipales de juin 2008, Valentin Pop (PD-L) a été élu maire de la commune.
| Parti                                      | Nombre de conseillers |
| ------------------------------------------ | --------------------- |
| Parti démocrate-libéral (PD-L)             | 5                     |
| Union démocrate magyare de Roumanie (UDMR) | 3                     |
| Parti civique hongrois                     | 2                     |
| Parti national libéral (PNL)               | 1                     |

## Religions
En 2002, la composition religieuse de la commune était la suivante :
- Réformés, 44,60 % ;
- Chrétiens orthodoxes, 22,34 % ;
- Catholiques grecs, 14,21 % ;
- Catholiques romains, 12,60 % ;
- Adventistes du septième jour, 1,65 %.

## Démographie
En 1910, la commune comptait 2 230 Hongrois (86,2 % de la population totale) et 70 Allemands (2,7 %).
En 1930, les autorités recensaient 180 Roumains (6,4 %), 2 206 Hongrois (77,9 %), 317 Juifs (11,2 %) et 96 Ukrainiens (3,4 %).
En 2002, la commune comptait 425 Roumains (17,1 %), 1 964 Hongrois (79,1 %), 67 Tsiganes (2,7 %) et 23 Ukrainiens (0,9 %).
| 1880  | 1900  | 1910  | 1930  | 1956  | 1977  | 1992  | 2002  | 2007  |
| ----- | ----- | ----- | ----- | ----- | ----- | ----- | ----- | ----- |
| 1 759 | 2 350 | 2 588 | 2 831 | 2 872 | 2 914 | 2 498 | 2 484 | 2 468 |

## Lieux et monuments
- Église du XIIIe siècle (culte protestant actuellement)